# Goldach (Hallbergmoos)

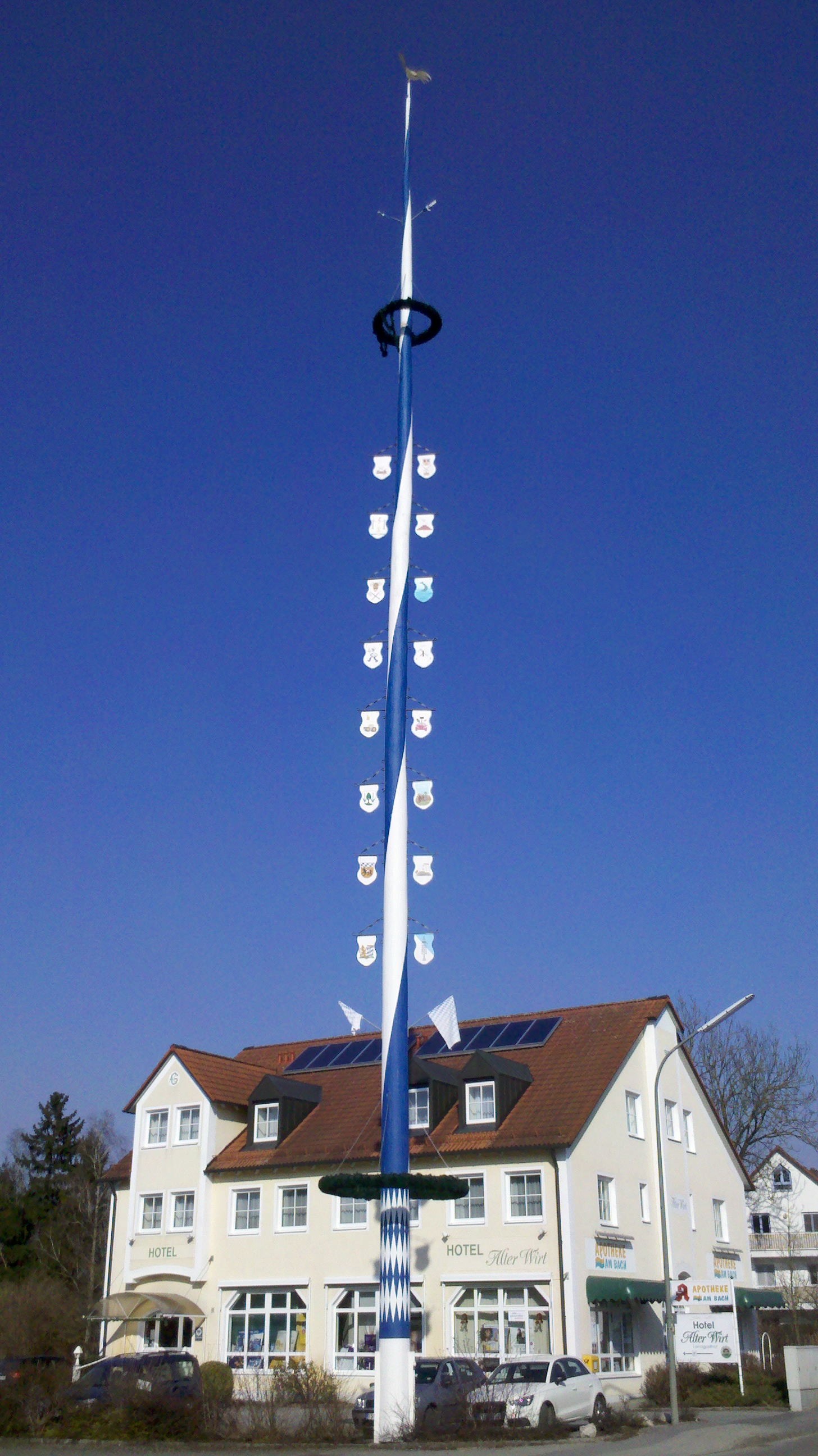
Maibaum in Goldach

Goldach ist ein Gemeindeteil der Gemeinde Hallbergmoos im oberbayerischen Landkreis Freising.

## Entstehung und Kalkherstellung
Das Kirchdorf Goldach entstand aus einem 1851 an der „Districtstraße“ zwischen Erding und Neufahrn errichteten Gehöft, das damals noch zur heutigen Gemarkung Notzing gehörte. Im Mai 1859 erhielt der Hofeigner Ulrich Grabmüller von der Gemeinde Notzing die Genehmigung für die Erweiterung seines Anwesens. Im Kalkofen wurde aus Kalksteinen, die man wahrscheinlich mit Fuhrwerken aus der Isar bei Grüneck holte, durch Erhitzen bei 900 °C einer der damals wichtigsten Baustoffe, der Branntkalk (CaO), hergestellt. Der gebrannte Kalk wurde nach dem Ablöschen mit Wasser ("Löschkalk") als Grundstoff für Mörtel, zum Verputzen und für Kalkfarbe verwendet. Wie lange der Goldacher Kalkofen genau in Betrieb war, ist nicht bekannt. Um 1865 erweiterte der damalige Besitzer Alois Söllner den Hof um ein Gasthaus. Am 23. Juni 1865 erhielt die inzwischen entstandene Ansiedlung durch König Ludwig II den Namen "Goldach", nach dem Bach Goldach, der durch die  Siedlung von  Süd nach Nord fließt. Seitdem wird der Name Goldach für die Siedlung verwendet.
Von 1919 bis 1920 wurde die Herz-Jesu-Kirche errichtet, die von Kardinal Faulhaber geweiht wurde. Da sie baufällig und zu klein für die Gemeinde wurde, erfolgte im Jahr 1961 der Abriss. Im Februar 1959 wurde die neue Herz-Jesu-Kirche geweiht, die zum Pfarrverband Hallbergmoos-Goldach gehört.

## Einwohnerentwicklung
| Jahr | Einwohner |
| ---- | --------- |
| 1871 | 186       |
| 1925 | 569       |
| 1950 | 750       |
| 1970 | 1000      |
| 1987 | 1802      |

→ Quelle

## Gemeindezugehörigkeit
Bis 1978 war Goldach Teil der Gemeinde Notzing. Diese wurde am 1. Mai 1978 im Zuge der Gebietsreform in Bayern aufgelöst und der Gemeindeteil Goldach nach Hallbergmoos eingemeindet.
Südwestlich befindet sich der Hausler-See.